# Le Retail
Le Retail é uma comuna francesa na região administrativa da Nova Aquitânia, no departamento de Deux-Sèvres. Estende-se por uma área de 14,45 km². Em 2010 a comuna tinha 282 habitantes (densidade: 19,5 hab./km²).